# بربيت أحمر المؤخرة
بربيت أحمر المؤخرة (الاسم العلمي: Pogoniulus atroflavus) (بالإنجليزية: Red-rumped Tinkerbird)‏ هو نوع من الطيور يتبع جنس البربيت الصفاح من الفصيلة البربيتية.